# روابط کار

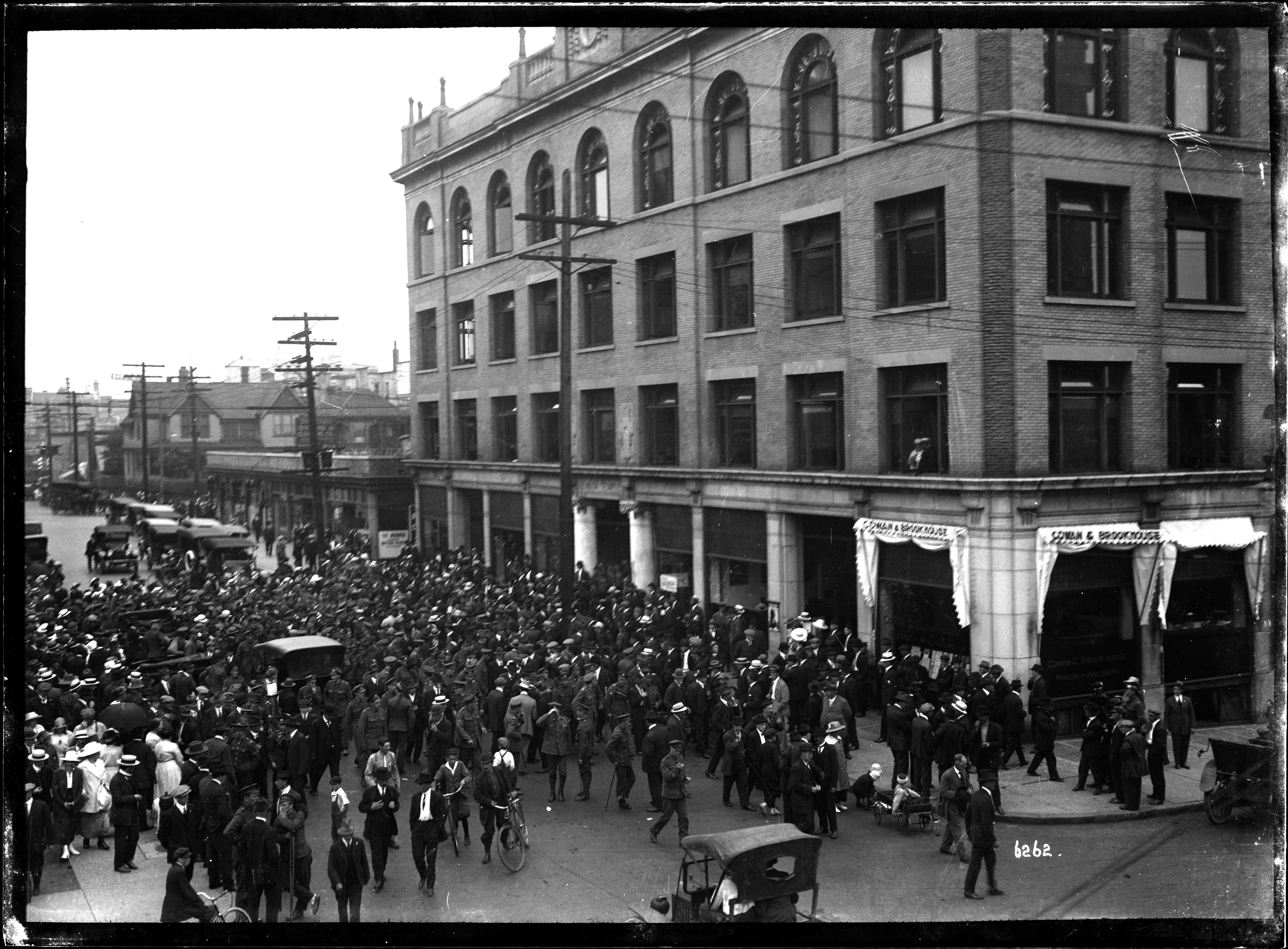
معبد کارگری ونکوور در طول اعتصاب عمومی در سال ۱۹۱۸

روابط کار یا مطالعات کار رشته تحصیلی است که بسته به زمینه‌ای که در آن مورد استفاده قرار می‌گیرد می‌تواند معانی مختلفی داشته باشد. در زمینه بین‌المللی، زیرشاخه‌ای از تاریخ کار است که به مطالعه روابط انسانی با توجه به کار در معنای وسیع آن و چگونگی ارتباط آن با مسائل نابرابری اجتماعی می‌پردازد. صراحتاً اشکال غیرقانونی، تاریخی و غیر غربی کار را در بر می‌گیرد. در اینجا روابط کار تعریف می‌کند که برای یا با چه کسی و تحت چه قوانینی کار می‌کند. این قوانین (ضمنی یا صریح، نوشتاری یا نانوشته) نوع کار، نوع و میزان دستمزد، ساعات کار، درجات فشار فیزیکی و روانی و همچنین میزان آزادی و استقلال مرتبط با اثر را تعیین می‌کند. به‌طور خاص در یک زمینه آمریکای شمالی و کاملاً مدرن، روابط کار مطالعه و عملکرد مدیریت موقعیت‌های شغلی اتحادیه است. در دانشگاه، روابط کار غالباً یک زیر حوزه در روابط صنعتی است، اگرچه دانشمندان بسیاری از رشته‌ها از جمله اقتصاد، جامعه‌شناسی، تاریخ، حقوق و علوم سیاسی نیز اتحادیه‌های کارگری و جنبش‌های کارگری را مطالعه می‌کنند. در عمل، روابط کار اغلب یک زیر حوزه در مدیریت منابع انسانی است. دوره‌های روابط کار معمولاً تاریخ کار، قانون کار، سازماندهی اتحادیه‌ها، چانه‌زنی، مدیریت قراردادها و موضوعات مهم معاصر را پوشش می‌دهد.

## اتحادیه‌ها
اتحادیه‌ها جنبه مهمی از روابط کار هستند و امنیت شغلی کارگران را تأمین می‌کنند و تضمین می‌کنند که حقوق همه کارکنان به خوبی برای نیروی کار جبران می‌شوند. مذاکره کنندگان اتحادیه در ازای تحمل طرح شغلی تکراری یا شرایط کاری ناامن، دستمزدهای سطح بالایی را ارائه می‌دهند. اتحادیه‌ها در تأمین امنیت و اطمینان به کارمندان که موقعیت شغلی آنها پایدار باقی می‌ماند و همیشه برای کارشان جبران می‌شود، بسیار مهم هستند. برخی از اهداف اصلی اتحادیه‌ها عبارتند از: امنیت شغلی، غرامت مناسب برای نیروی کار، طراحی شغل، بازآموزی و مهارت آموزی، و سلامت و ایمنی. مهم نیست که اتحادیه چقدر قوی است، اغلب بین تصمیم‌گیری مهم شرکت و خواسته‌های نمایندگان اتحادیه ناهماهنگی وجود دارد. اما برای تأمین امنیت شغلی مناسب و پرداخت غرامت مناسب برای کارکنان باید توافقاتی بین نمایندگان اتحادیه و کارفرمایان صورت گیرد.